# 경주동궁원
경주동궁원은 대한민국의 경상북도 경주시에 위치한 식물원 겸 동물원이다.

## 연혁
- 2011년 1월 경주식물원 건립 계획 수립
- 2011년 11월 경주식물원 건축 공사 착공
- 2013년 2월 경주식물원 명칭 '경주동궁원'으로 확정
- 2013년 7월 '경주버드파크' 준공
- 2013년 8월 '식물원 본관' 및 조경공사 준공
- 2013년 9월 10일 '경주동궁원' 개장
- 2016년 6월 '식물원 제2관' 준공

## 시설 현황
- 동궁식물원 (본관, 제2관)
- 동궁체험관
- 경주버드파크

## 운영 시간
- 개장시간 : 09:30~19:00 (단, 버드파크는 10:00~19:00), 연중무휴
- 매표시간 : 09:30~18:00 (오후 6시까지 입장)

## 사진

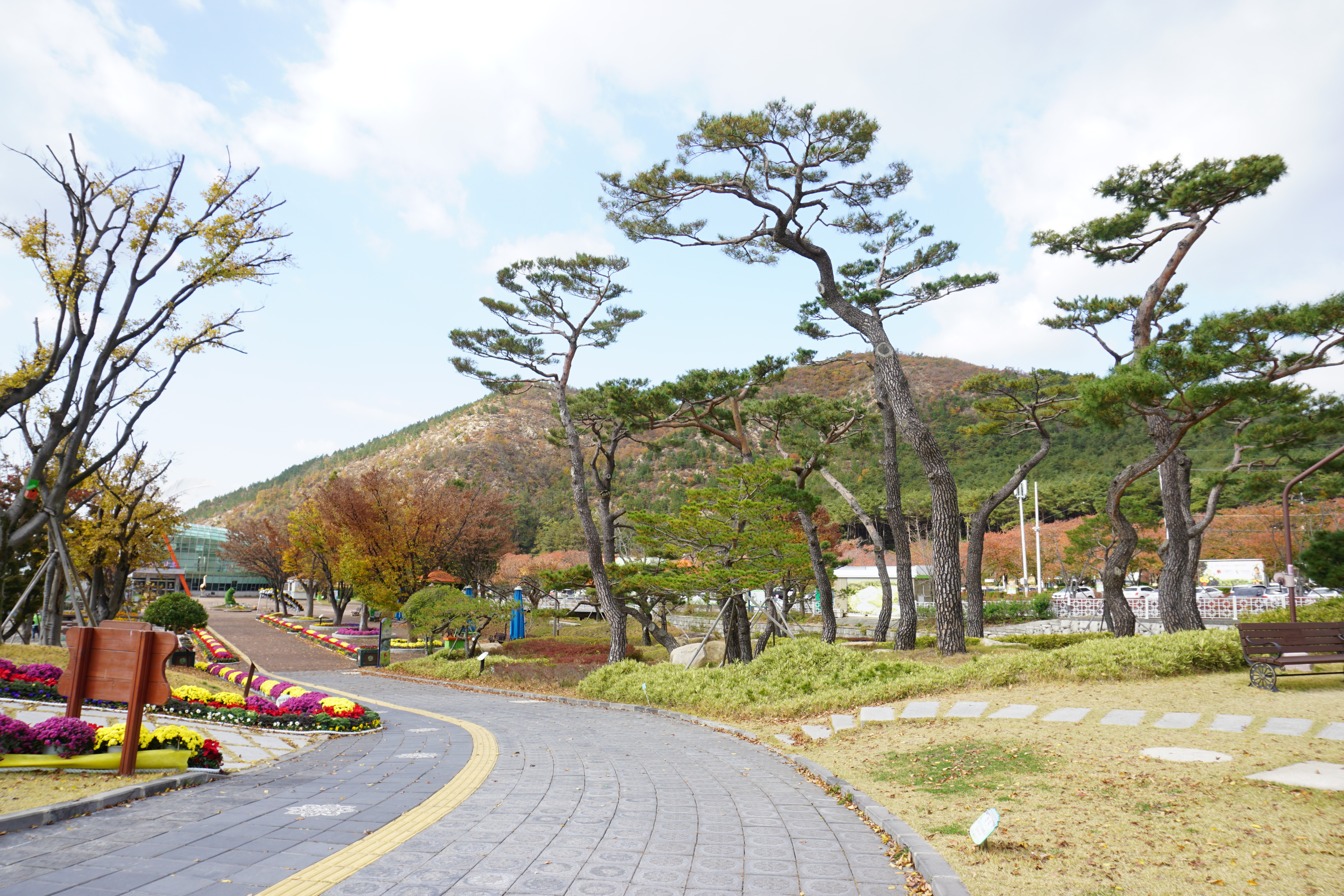
조경
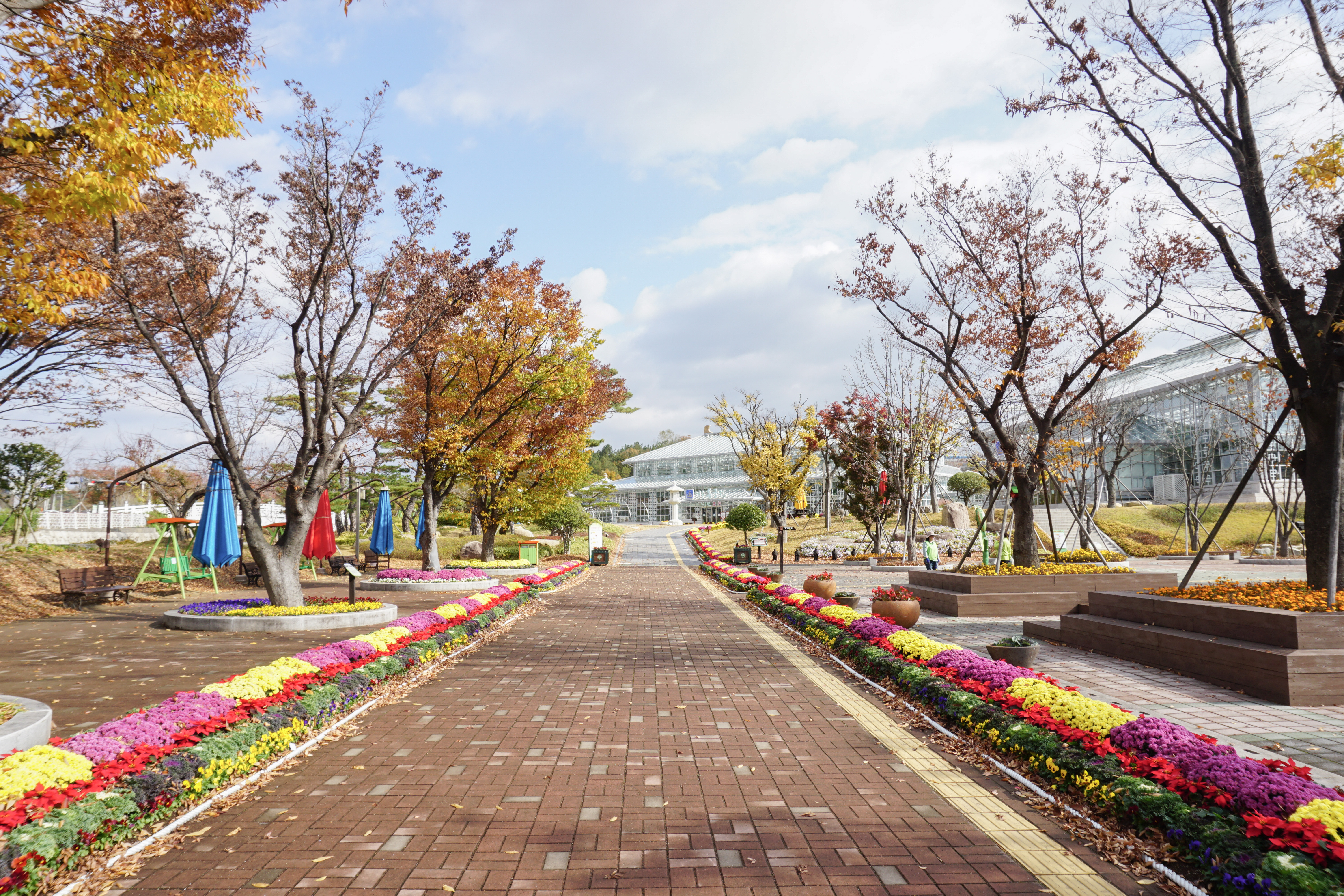
산책로
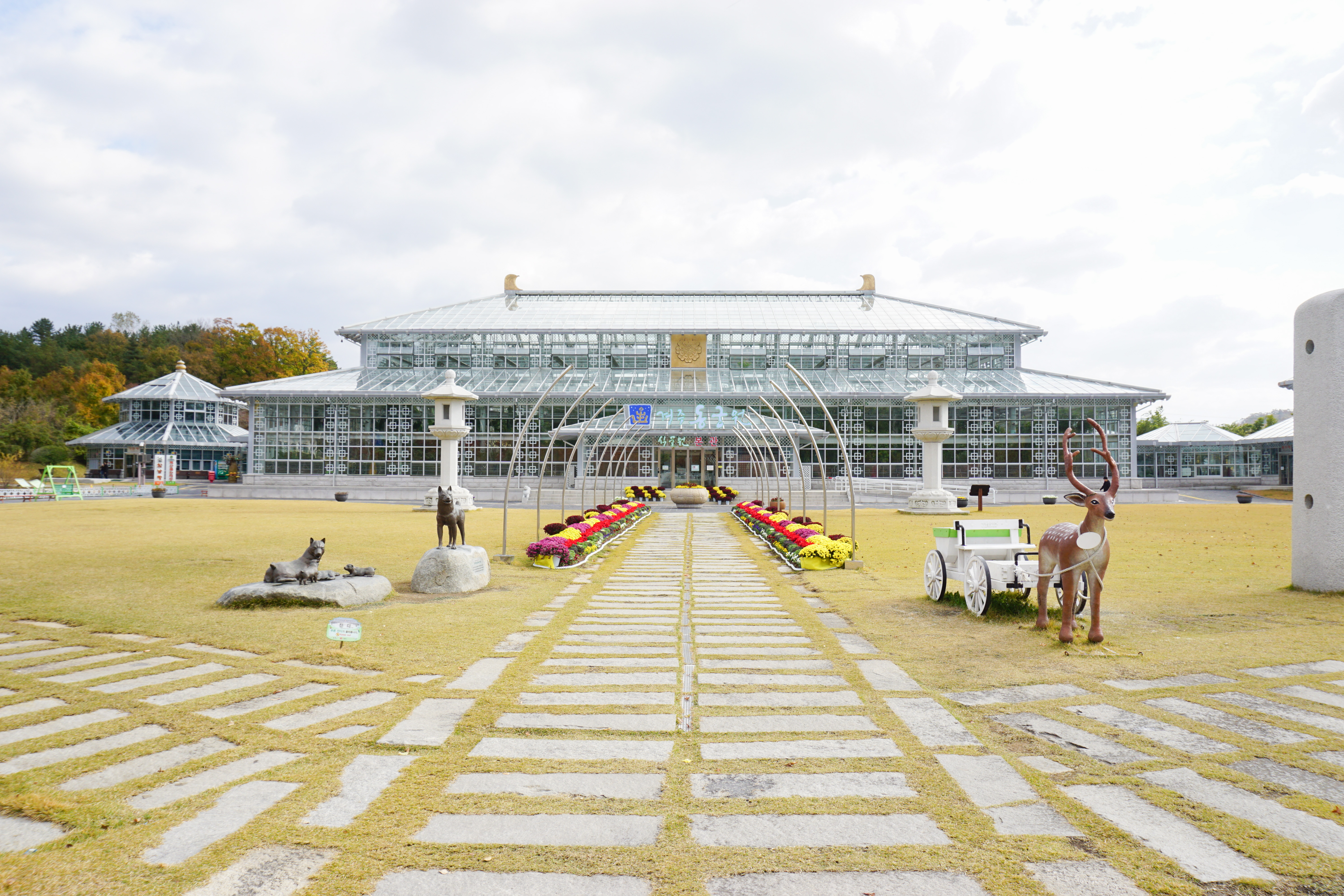
식물원 1관
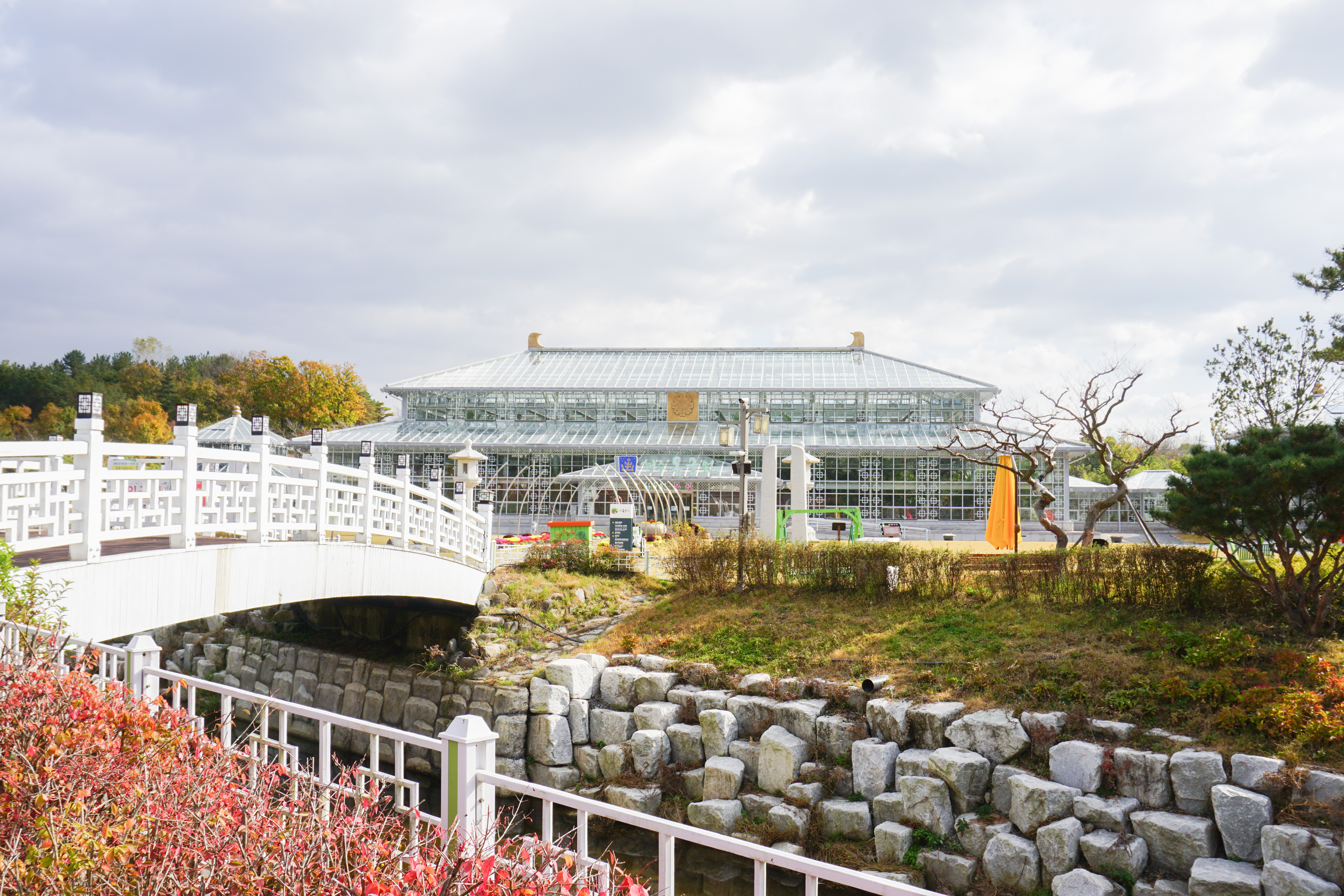
식물원1관
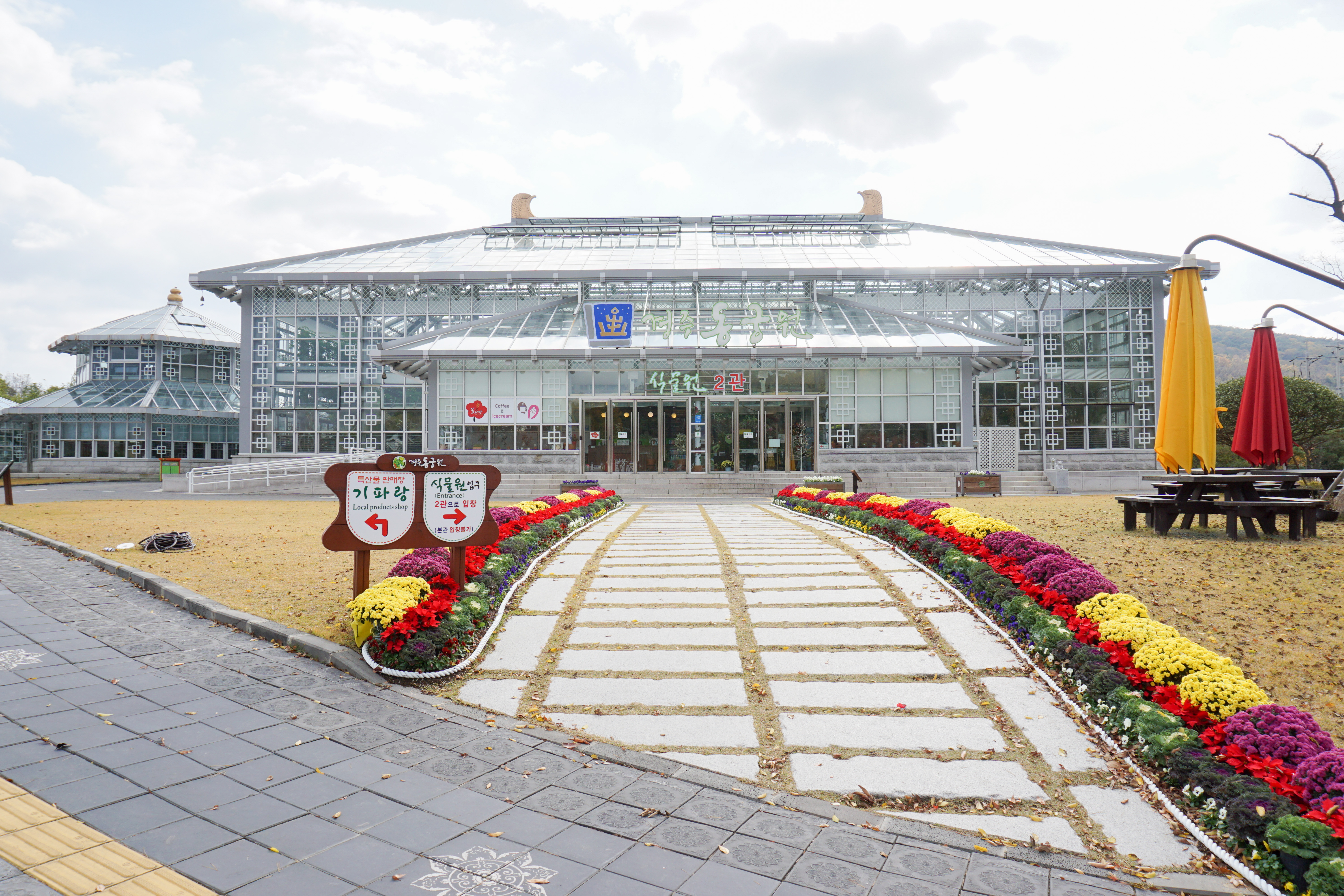
식물원2관
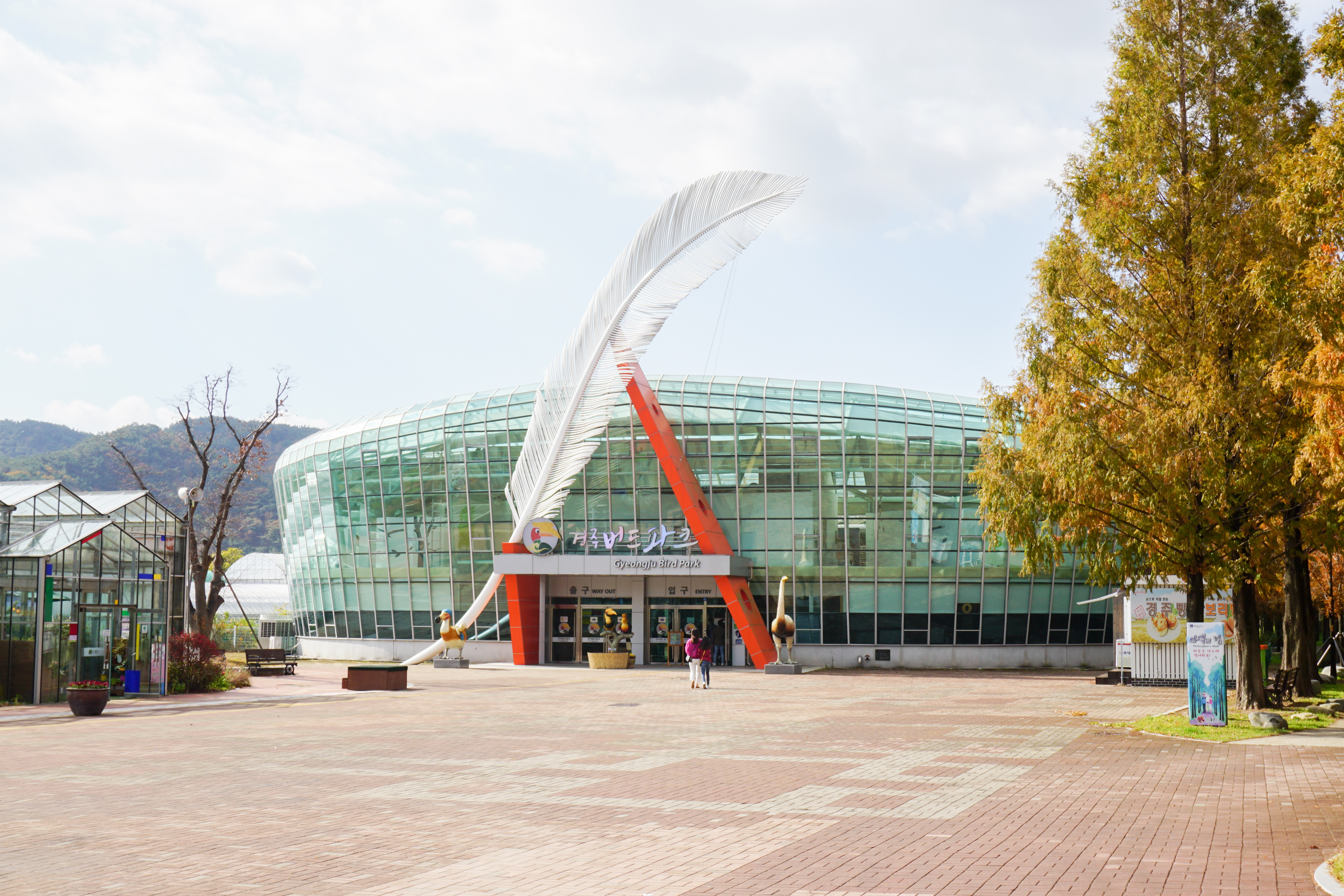
경주버드파크
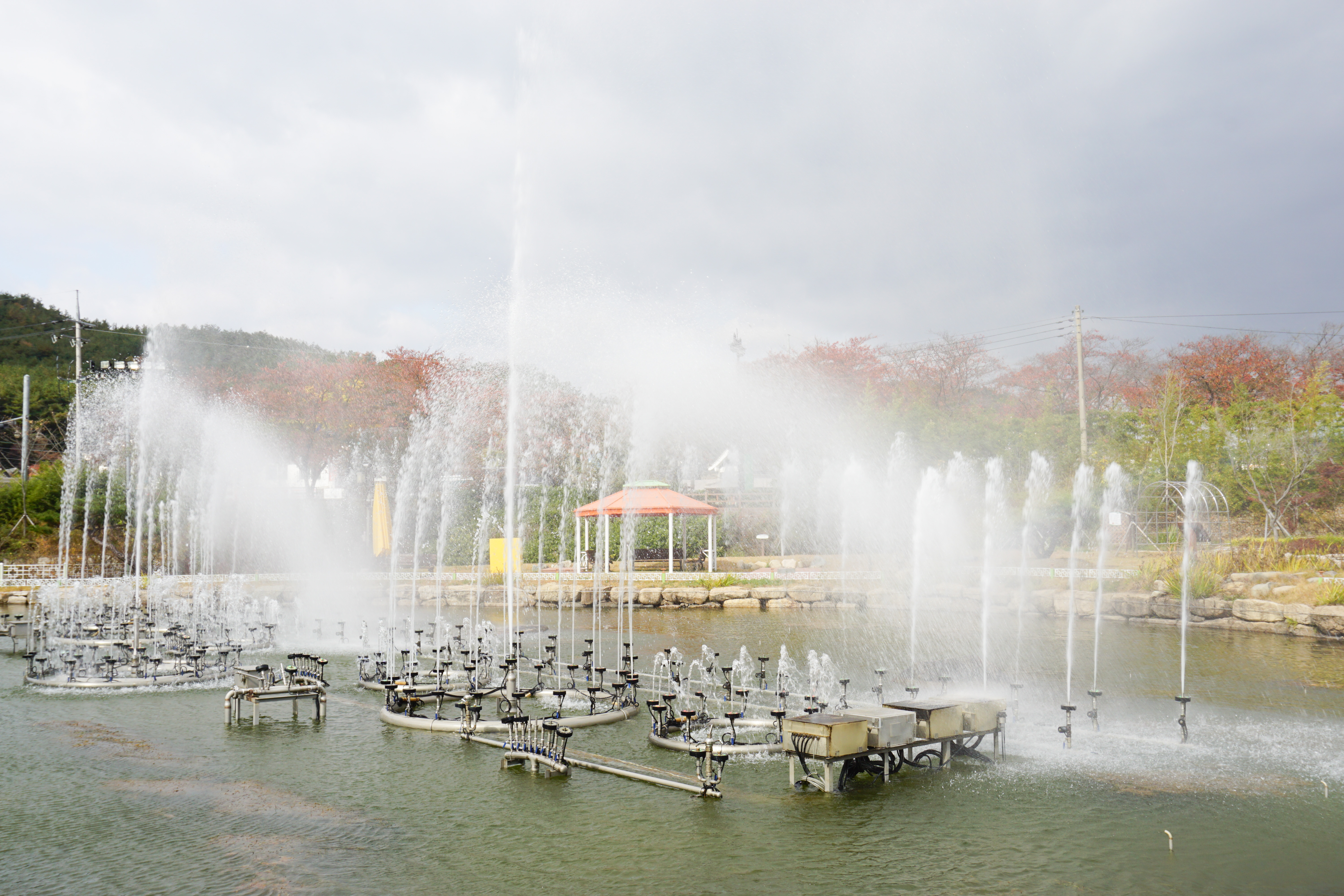
음악분수
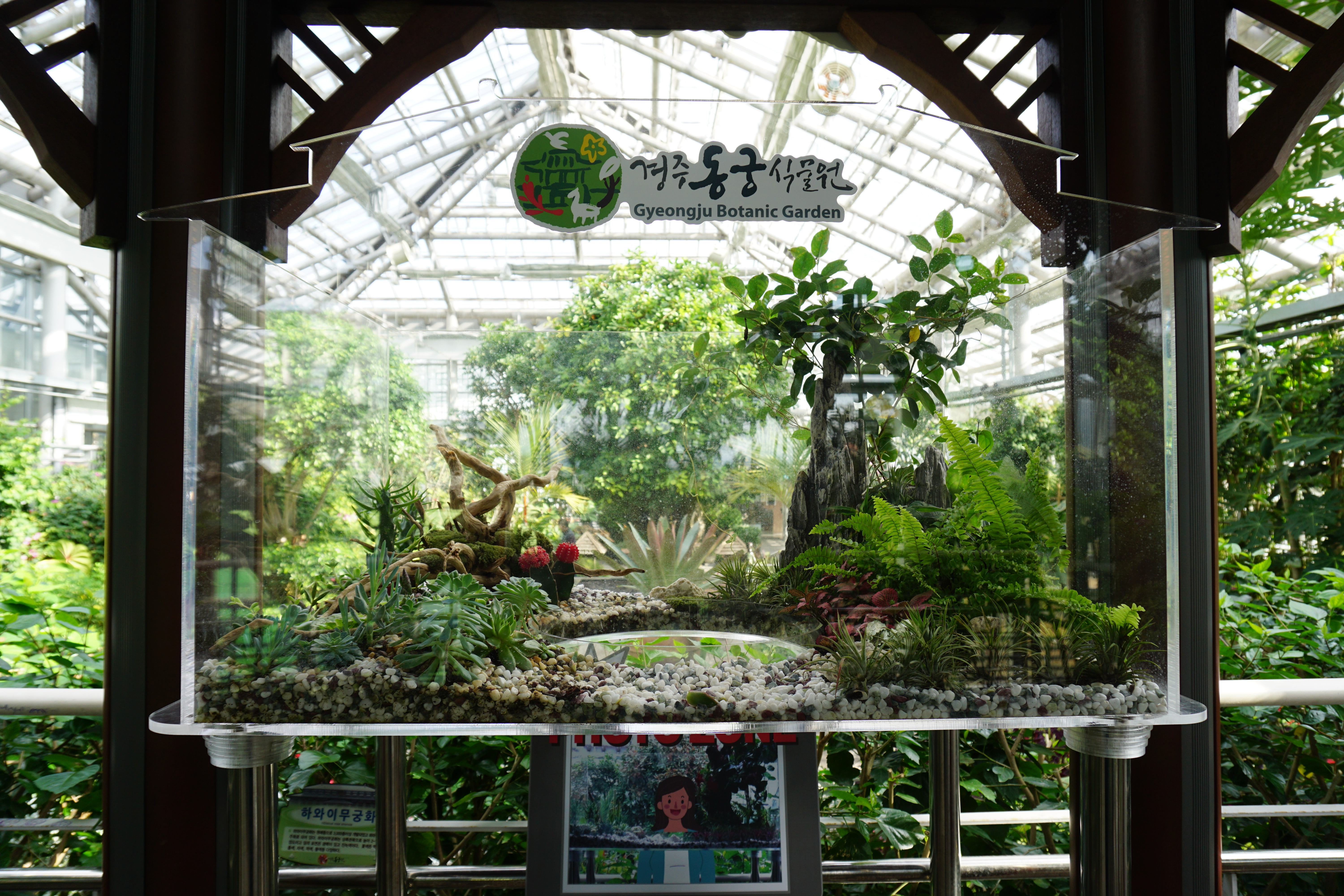
포토존
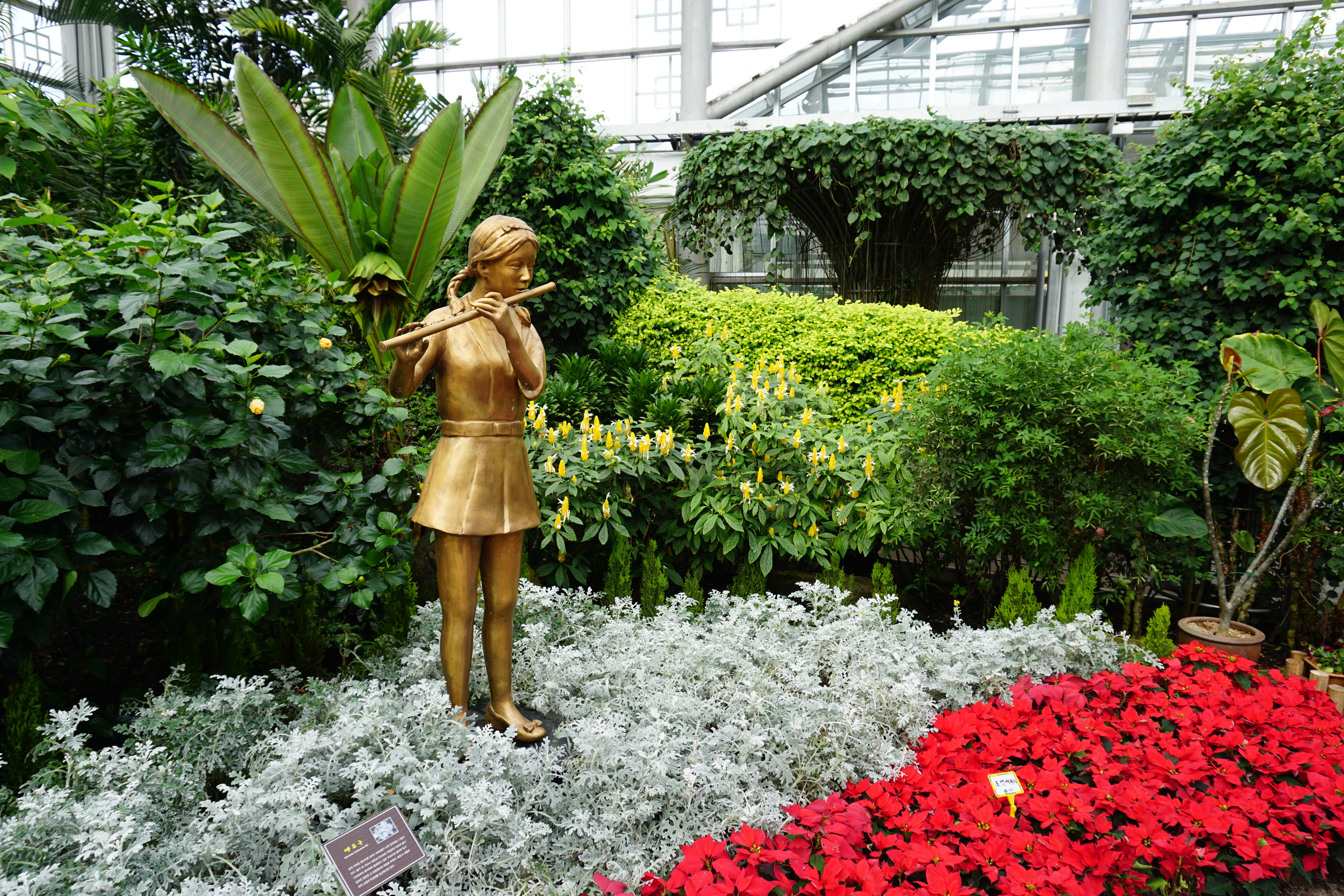
피리부는 소녀상과 꽃
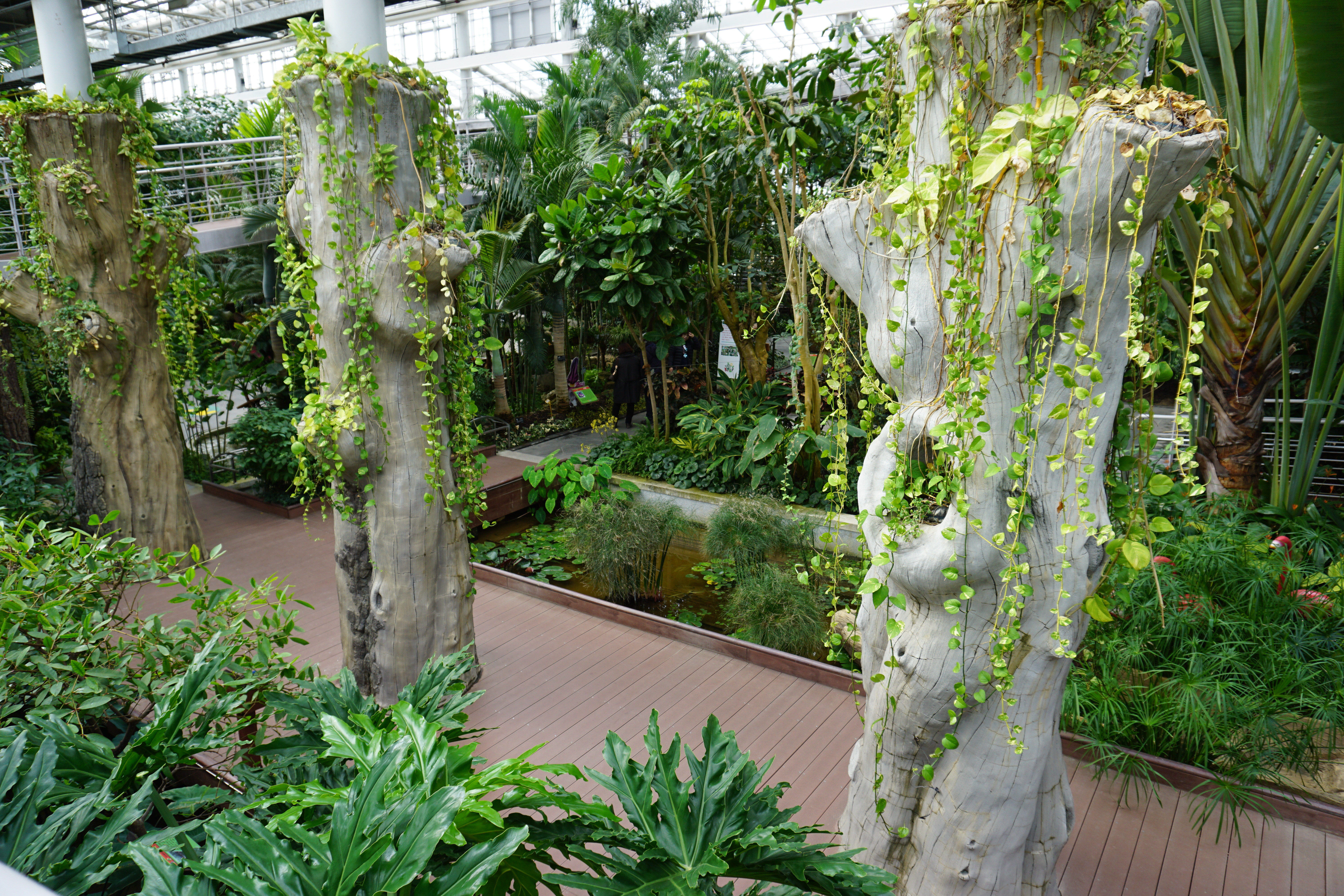
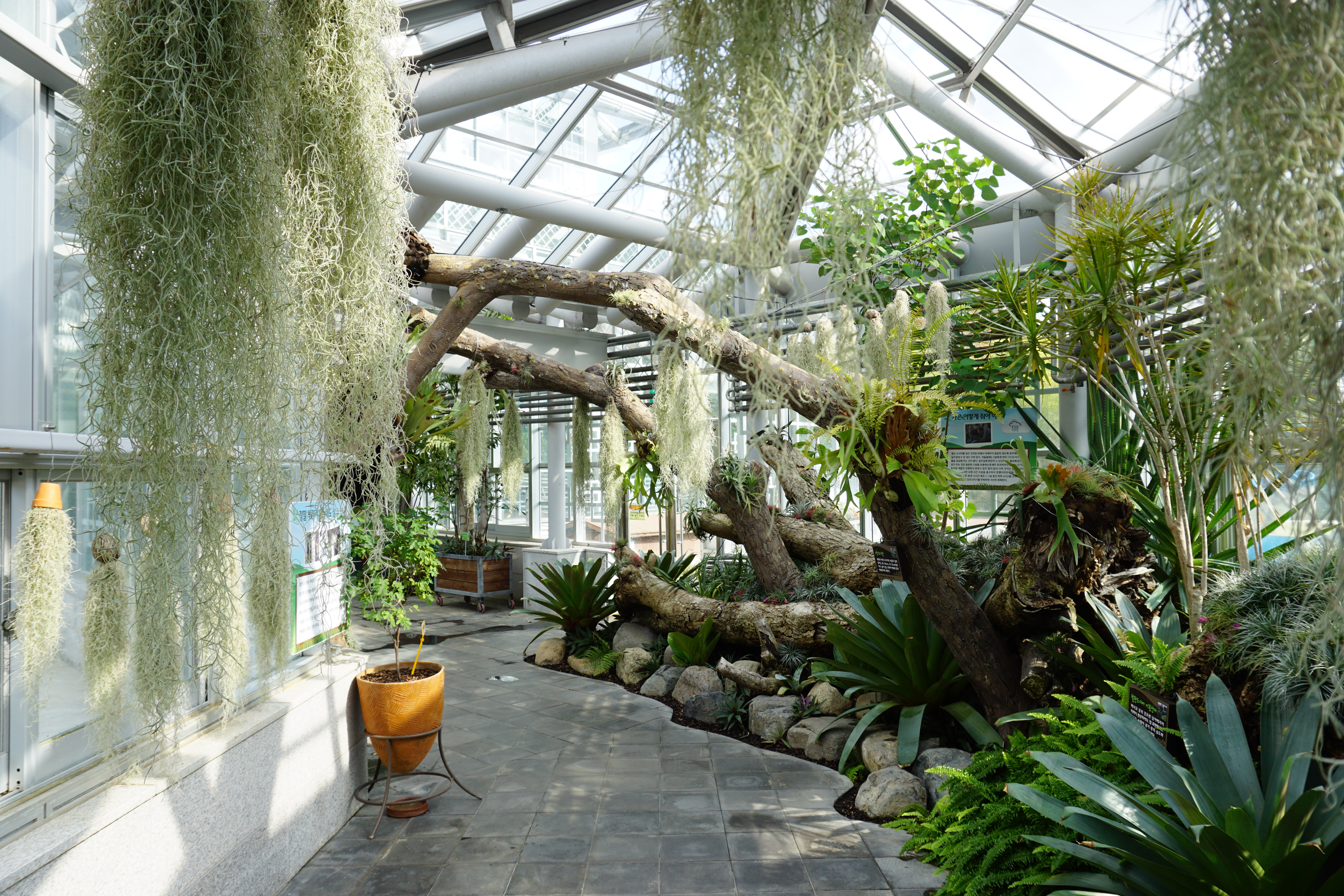
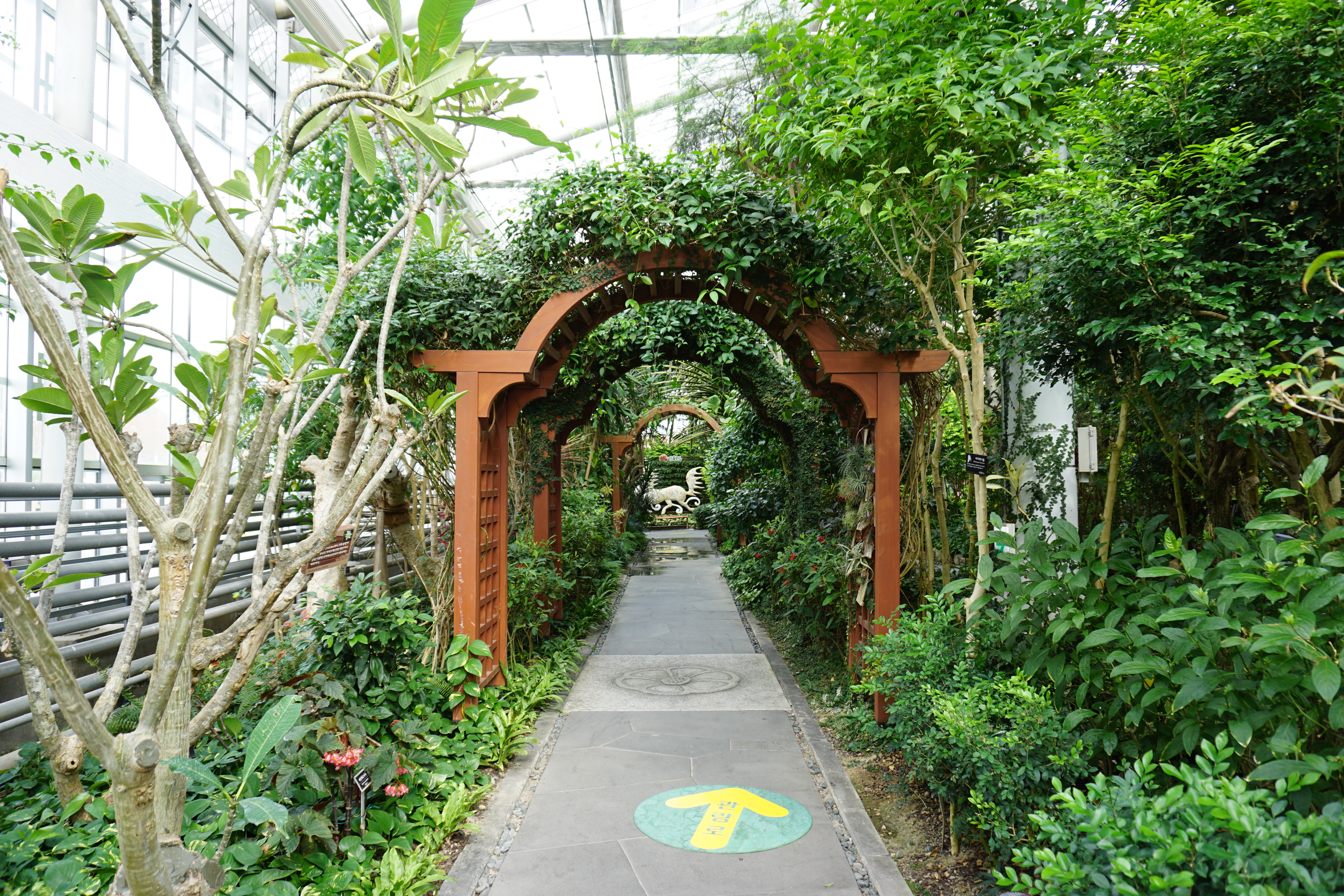
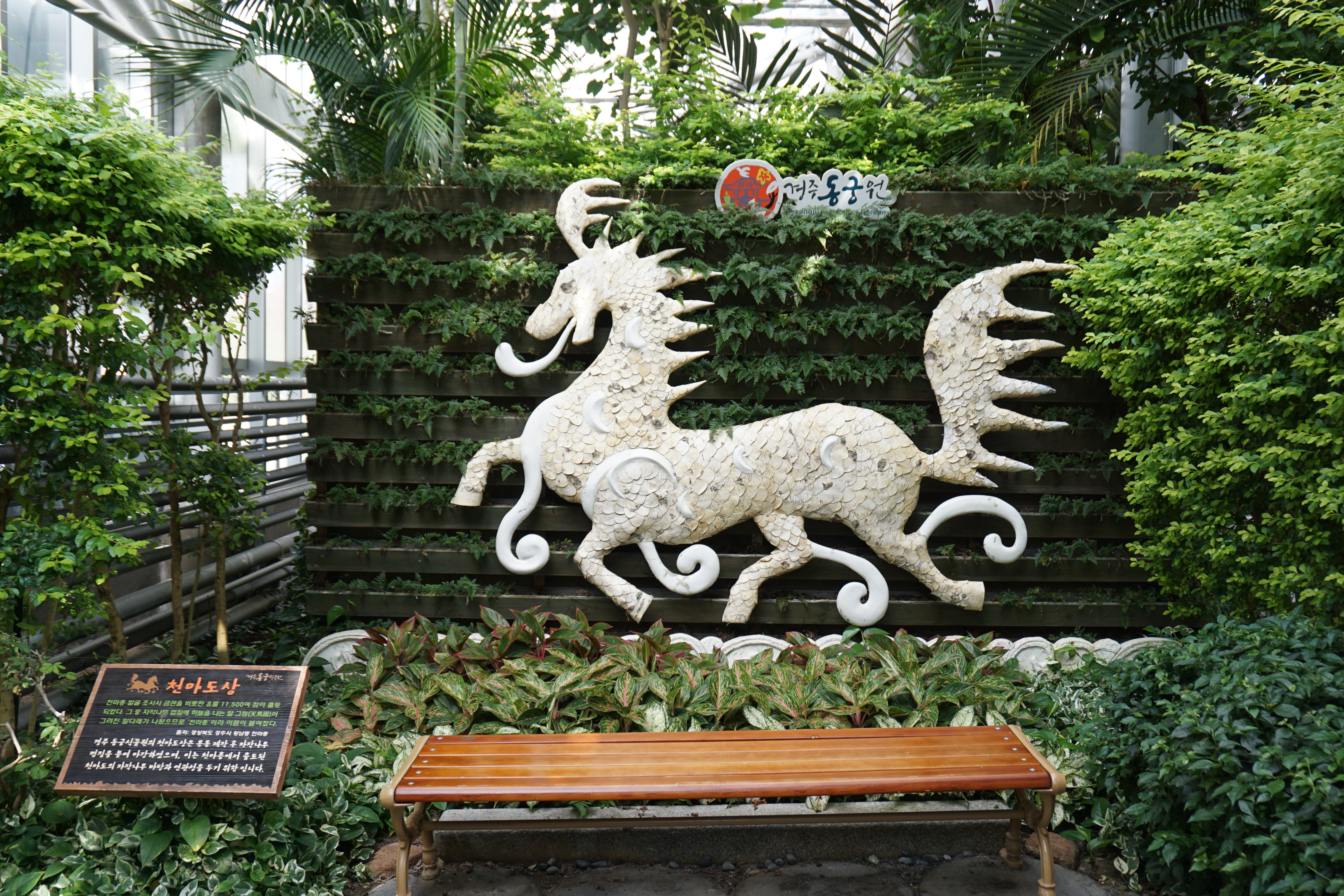
천마도상